# NGC 2726
NGC 2726 ist eine Spiralgalaxie vom Hubble-Typ Sa im Sternbild Großer Bär am Nordsternhimmel. Sie ist schätzungsweise 73 Millionen Lichtjahre von der Milchstraße entfernt und hat einen Durchmesser von etwa 30.000 Lichtjahren. 

Im selben Himmelsareal befindet sich u. a. die Galaxie NGC 2742.
Die Typ-Ib-Supernova SN 1995F wurde hier beobachtet.
Das Objekt wurde am 19. März 1790 von Wilhelm Herschel entdeckt.